# Schild-Ehrenpreis
Der Schild-Ehrenpreis (Veronica scutellata) ist eine Pflanzenart aus der Gattung Ehrenpreis (Veronica) in der Familie der Wegerichgewächse (Plantaginaceae).

## Beschreibung

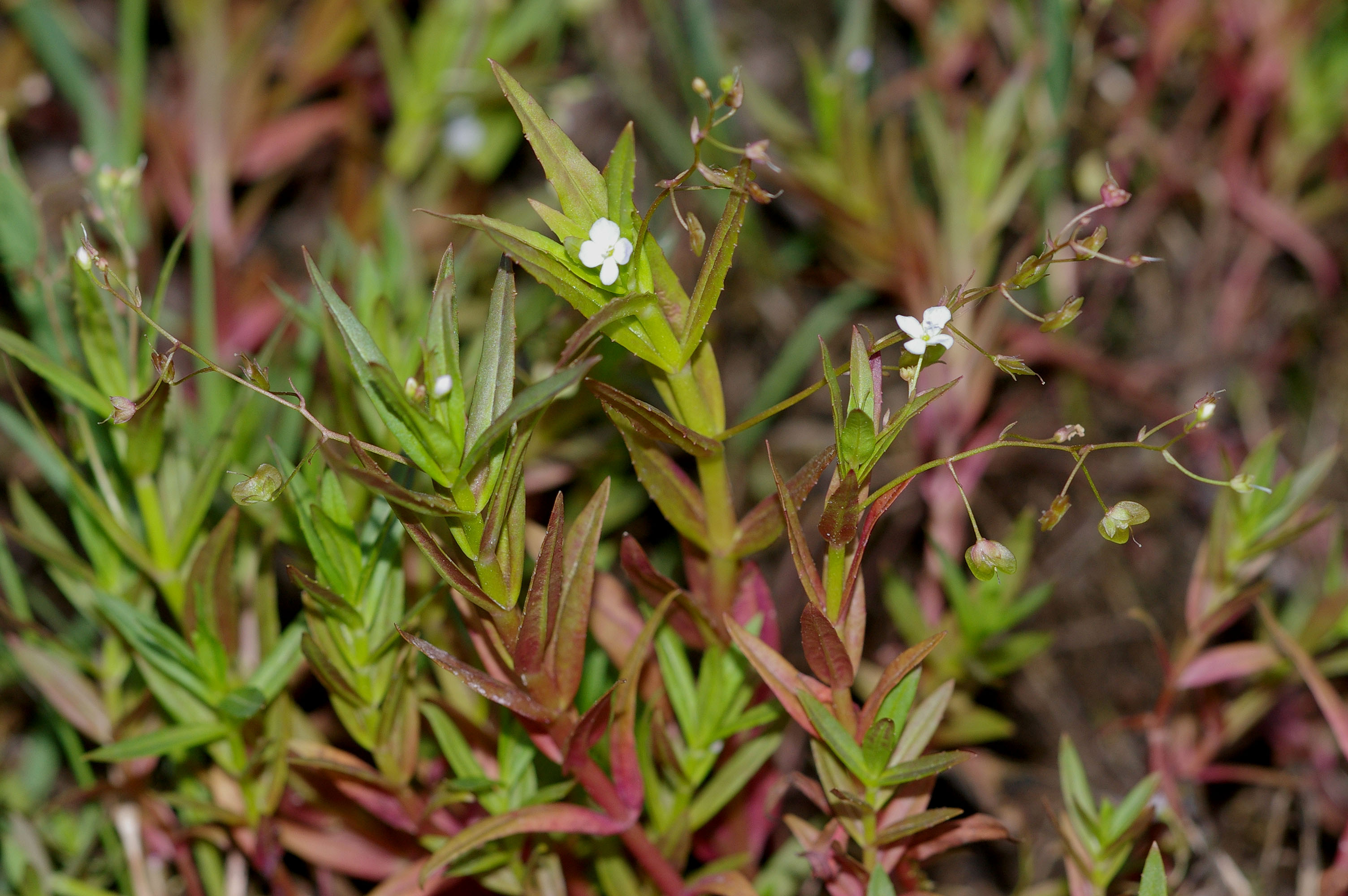
Stängel und Blätter sind oft teilweise rötlich-braun überlaufen

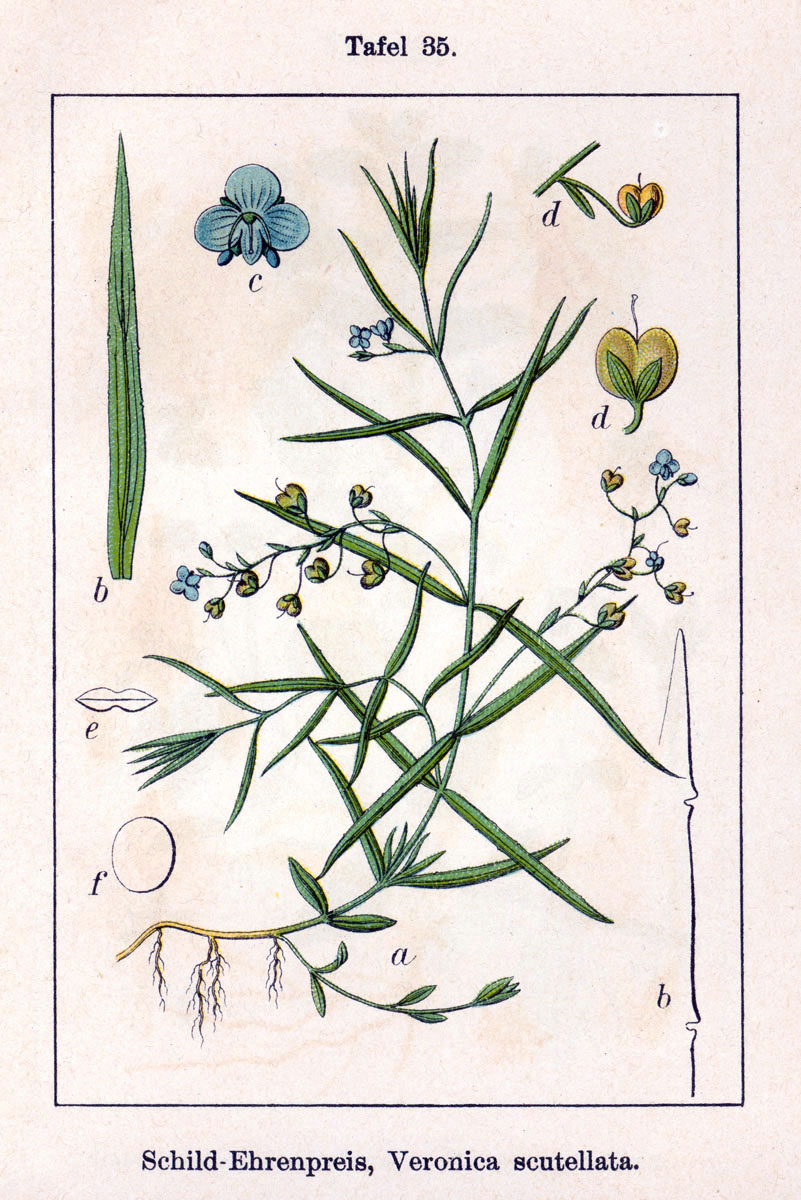
Illustration aus Sturm

### Vegetative Merkmale
Der Schild-Ehrenpreis ist eine immergrüne ausdauernde krautige Pflanze, die Wuchshöhen von 15 bis 50 Zentimetern erreicht. Der aufsteigende bis aufrechte Stängel ist verzweigt und wurzelt gelegentlich an seinen Knoten. Der manchmal braun überlaufene Stängel ist oft hin und her gebogen, fast immer kahl und mehr oder weniger schlaff wirkend.
Die Laubblätter sind sitzend. Die einfachen Blattspreiten sind bei einer Länge von etwa 6 Zentimetern sowie einer Breite von 3 bis 10 Millimetern schmal-lanzettlich, ganzrandig bis undeutlich gesägt, kahl und glänzend.

### Generative Merkmale
Die Blütezeit ist vorwiegend in den Monaten Juni bis September. 5 bis 15 Blüten stehen in einem lockeren, traubigen Blütenstand zusammen. Die Blütenstiele sind drei- bis fünfmal so lang wie die Deckblätter und sind nach der Anthese abwärts gerichtet.
Die zwittrigen Blüten besitzen einen Durchmesser von 5 bis 6 Millimetern und sind leicht zygomorph mit doppelter Blütenhülle. Die Krone ist weiß gefärbt und bläulich oder rötlich geadert.
Die herzförmige, stark flach abgeflachte Kapselfrucht ist mindestens 5 Millimeter breit, oft doppelt so lang wie der Kelch und im oberen sowie im unteren Teil tief ausgerandet.
Die Chromosomenzahl beträgt 2n = 18.

## Vorkommen und Gefährdung
Der Schild-Ehrenpreis ist auf der Nordhalbkugel in weiten Teilen Europas, in Nordasien und in Nordamerika weitverbreitet. Er kommt auch in Algerien vor. In Deutschland kommt der Schild-Ehrenpreis verbreitet bis zerstreut vor, in Österreich und der Schweiz zerstreut bis selten. In Österreich gilt diese Art als gefährdet.
Der Schild-Ehrenpreis ist eine kennzeichnende Pflanzenart in mäßig nährstoffreichen Zwischenmooren und wechselnassen Uferzonen. Er wächst in Braunseggen-Sümpfen, in Großseggenrieden, in Strandlings-Gesellschaften, in Verlandungszonen von Gewässern und in Gräben. Er kommt in Mitteleuropa in Gesellschaften der Verbände Caricion fuscae, Caricion lasiocarpae, Magnocaricion vor, aber auch der Ordnung Littorelletalia. Er bevorzugt nasse, teils überschwemmte, mäßig saure und mäßig nährstoffreiche, humose, kalkarme Standorte auf torfigen oder sandig-kiesigen Böden.

## Taxonomie
Die Erstveröffentlichung von Veronica scutellata erfolgte 1753 durch Carl von Linné.